# 国民の声
国民の声（こくみんのこえ）は、かつて存在した日本の政党。
「国民の声」と名乗る団体や活動は現在でも幾つもあり、それら団体は分類が難しいが、ここでは1998年に存在した政党について説明する。

## 概説
新進党の解散により結成、1998年1月4日に結党大会が開かれ、1998年1月6日に届け出た。ただし、新進党の分党手続きは1997年12月31日だったため、法的には1998年1月1日発足である。1998年1月23日民政党の結成により解散。
新進党の解党により分裂した6つの政党のうちのひとつで、新進党に参加した自由民主党と日本新党系議員のうち、反小沢派の保守系議員を中心に衆議院15人、参議院3人で結成された。党首は鹿野道彦。主な所属議員は左藤恵、愛野興一郎、広中和歌子、岡田克也、松沢成文、原口一博、古賀一成、石井一など。
この党に所属していたある議員（誰なのかは明らかにされていない）は、党名について、「国会で質問する時に、まず党名を名乗るだろ。そのとき『国民の声を代表して……』と言えるから」との理由で、党名が決まったと友人らに話したという。

## 歴史
- 1997年（平成9年）

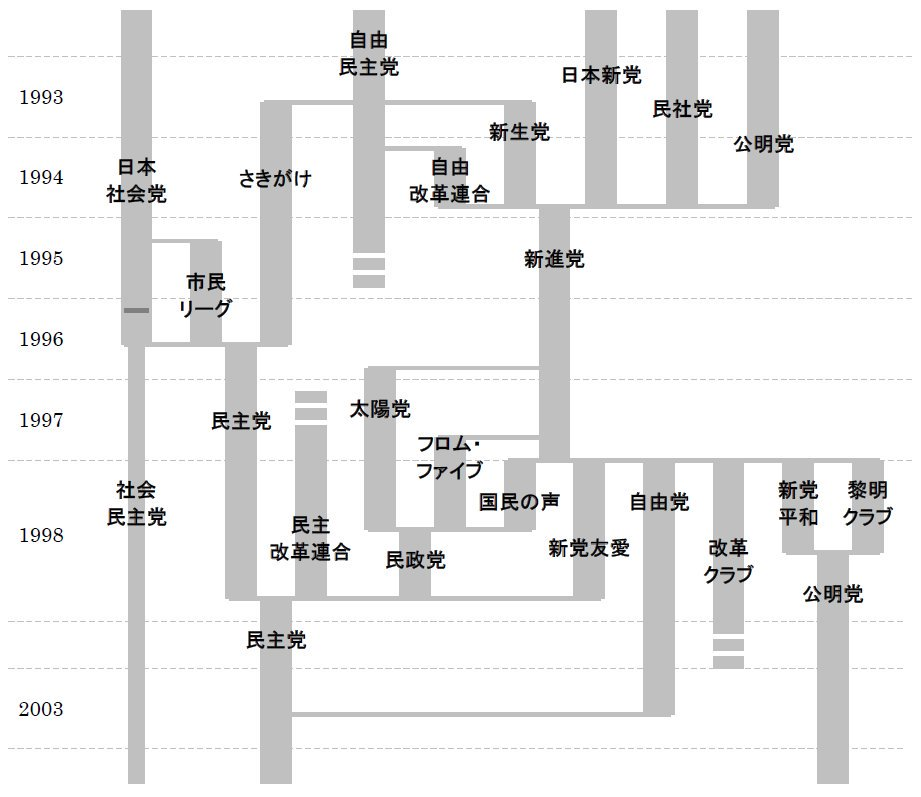
1990年代の政党の離合集散

  - 12月27日 - 新進党解党。（手続上は12月31日）
- 1998年（平成10年）
  - 1月4日 - 「国民の声」結党。（手続上は1月1日）
  - 1月8日 - 国民の声、フロム・ファイブ（細川護熙）、自民党系反小沢派の太陽党（羽田孜）、旧民主党、新党友愛、民主改革連合で院内会派「民主友愛太陽国民連合」（民友連）結成。
  - 1月23日 - 民友連3党（太陽党、国民の声、フロム・ファイブ）が民政党を結成。結党3週間足らずで消滅。
  - 4月27日 - 民友連4党（民主党、民政党、新党友愛、民改連）が統合し、新民主党を結成。

## 役職

### 歴代の常任幹事会代表（党首）
| 代 | 代表 | 代表     | 在任期間                   |
| -- | ---- | -------- | -------------------------- |
| 1  |      | 鹿野道彦 | 1998年1月4日 1998年1月23日 |

### 常任幹事会・執行部役員表
| 国民の声常任幹事会 | 国民の声常任幹事会 | 国民の声常任幹事会 | 国民の声常任幹事会 | 国民の声常任幹事会 | 国民の声常任幹事会 | 国民の声常任幹事会 |
| 代表               | 副代表             | 幹事長             | 政務調査会長       | 国会対策委員長     | 両院議員会長       | 最高顧問           |
| ------------------ | ------------------ | ------------------ | ------------------ | ------------------ | ------------------ | ------------------ |
| 鹿野道彦           | 広中和歌子         | 石井一             | 岡田克也           | 古賀一成           | 愛野興一郎         | 左藤恵             |

## 議員一覧
衆議院議員
| 結成時（15名）           | 結成時（15名）                  | 結成時（15名）                | 結成時（15名）                | 結成時（15名）                  |
| ------------------------ | ------------------------------- | ----------------------------- | ----------------------------- | ------------------------------- |
| 佐藤敬夫 （秋田県第1区） | 鹿野道彦 （山形県第1区）        | 松沢成文 （神奈川県第9区）    | 永井英慈 （神奈川県第10区）   | 北脇保之 （静岡県第8区）        |
| 中川正春 （三重県第2区） | 岡田克也 （三重県第3区）        | 左藤恵 （大阪府第2区）        | 藤村修 （大阪府第7区）        | 石井一 （兵庫県第1区）          |
| 原口一博 （佐賀県第1区） | 松崎公昭 （比例南関東ブロック） | 山本孝史 （比例近畿ブロック） | 古賀一成 （比例九州ブロック） | 愛野興一郎 （比例九州ブロック） |

参議院議員
| 結成時（3名）             | 結成時（3名）           | 結成時（3名）               |
| ------------------------- | ----------------------- | --------------------------- |
| 和田洋子 （福島県選挙区） | 小林元 （茨城県選挙区） | 広中和歌子 （参議院比例区） |